# Bão Sơn Tinh (2018)
Bão Sơn Tinh (tên tiếng Anh đầy đủ: Tropical Storm Son-tinh, tên tại Philippines: Henri, tên gọi tại Việt Nam: bão số 3) là một cơn bão nhiệt đới yếu trên biển Đông. Bão hình thành từ một vùng áp thấp trên biển Philippines ngày 15 tháng 7 năm 2018. Di chuyển nhanh về phía tây, Sơn Tinh mạnh lên thành một cơn bão nhiệt đới vào ngày 17 tháng 7 ngay trên vùng biển Đông nằm ở phía Tây Bắc Philippines. Bão chỉ tăng cường độ nhẹ trong khi di chuyển qua Biển Đông. Bão đổ bộ lần đầu tiên vào đảo Hải Nam vào ngày 18 tháng 7 với sức gió duy trì được ước tính là 85 km/h (cấp 9). Sau khi vượt qua đảo Hải Nam và đi vào Vịnh Bắc Bộ, bão đổ bộ lần thứ hai vào tỉnh Nghệ An Khi đổ bộ vào đất liền và suy yếu thành áp thấp nhiệt đới. Càng di chuyển sâu vào đất liền, Sơn Tinh càng suy yếu thêm. Nhưng tàn dư của Sơn Tinh chưa suy yếu hẳn mà di chuyển trở lại vào vịnh Bắc Bộ và mạnh trở lại thành áp thấp nhiệt đới. Sơn Tinh tiếp tục đổ bộ vào đảo Hải Nam và bán đảo Lôi Châu trước khi suy yếu hẳn và tan hoàn toàn

## Lịch sử khí tượng
Một vùng áp thấp tăng cường và mạnh lên thành áp thấp nhiệt đới vào ngày 15 tháng 7, về phía tây bắc Manila, Philippines. Cơ quan Khí tượng Nhật Bản chỉ định số hiệu cho nó là JMA TD 11 Trung tâm Cảnh báo Bão Liên hợp (JTWC) chỉ định nó là 11W trong khi PAGASA đặt tên là Henry . Khi hệ thống di chuyển theo hướng tây nhanh, hệ thống dần dần được tăng cường và được tuyên bố là cơn bão nhiệt đới vào ngày 17 tháng 7, với việc JMA đặt tên nó là Sơn Tinh khi cấu trúc đối lưu của nó được cải thiện. Mặc dù sau đó, Sơn Tinh đã yếu đi một chút khi nó gần đảo Hải Nam trong khi trải qua sự cắt giảm vừa phải. Trong ngày hôm sau, tuy nhiên, Sơn Tinh đã tăng cường hơn trong Vịnh Bắc Bộ do nhiệt độ mặt biển ấm áp trước khi nó đổ bộ vào Nghệ An, tâm bão đi qua địa phận huyện Diễn Châu.. Cả hai cơ quan đã ban hành cảnh báo cuối cùng của họ về Sơn Tinh vào ngày 19 tháng 7 khi hệ thống đã suy yếu trở lại nhưng vẫn nằm trên dải hội tụ nhiệt đới.. Mặc dù, JTWC tiếp tục theo dõi mức thấp còn lại của nó trong vòng hai ngày tới.
Trước khi đổ bộ vào Bắc Trung Bộ thuộc Việt Nam, Cơ quan Khí tượng Nhật Bản (JMA) đã báo cáo rằng Sơn Tinh đã đạt tới cường độ cực đại với 10 phút duy trì tốc độ 75 km/h (45 dặm / giờ) và áp suất trung tâm 994 hPa (29,4 inHg). Khi đã đổ bộ vào miền Bắc Việt Nam, Sơn Tinh bắt đầu suy yếu một cách nhanh chóng. Cả JMA và JTWC đã ban hành các cảnh báo cuối cùng về Sơn Tinh vào ngày 19 tháng 7 khi hệ thống bị thoái hóa thành một khu vực áp suất thấp được nhúng trong gió mùa. Tuy nhiên, JTWC vẫn tiếp tục theo dõi tàn dư của Sơn Tinh trong hai ngày tới.
Qua ngày 19 và 20 tháng 7, tàn dư của Sơn Tinh đã cong về phía bắc và sau đó về phía đông bắc Việt Nam, trước khi di chuyển về phía đông nam trở lại Vịnh Bắc Bộ vào ngày 21 tháng 7. Sự đối lưu liên tục phát triển trên hệ thống, được hỗ trợ bởi một tầng thượng lưu nhiệt đới phía trên phía đông bắc, khiến cho JTWC bắt đầu đưa ra các khuyến cáo về Sơn Tinh một lần nữa vào ngày 21 tháng 7. Đồng thời, JMA báo cáo rằng Sơn Tinh đã tái sinh thành một áp thấp nhiệt đới. Với cắt gió theo chiều dọc hiện nay nhiệt độ thấp và mặt biển vẫn còn cao gần 29 °C (84 °F), JTWC nói rằng Sơn Tinh tăng cường trở lại vào một cơn bão nhiệt đới vào ngày 22 tháng 7, trong khi JMA tiếp tục duy trì Sơn Tinh như một áp thấp nhiệt đới.

## Chuẩn bị và tác động

### Việt Nam
Vào ngày 18 tháng 7, chính phủ Việt Nam ra lệnh cho tất cả các tàu trở về cảng.
Ở Việt Nam, các tỉnh Thanh Hóa và Nghệ An chịu nhiều thiệt hại nhất, đặc biệt do bão tồn tại lâu ngày và dai dẳng tiếp tục gây lượng mưa đáng kể. Sơn Tinh gây ra lũ lụt lớn ở miền Bắc Việt Nam và thủ đô Hà Nội. Hình thế bão và tàn dư của Sơn Tinh là 1 phần nguyên nhân gây ra mưa lũ từ giữa tháng 7 đến đầu tháng 8 khiến 35 người đã thiệt mạng, 11 người mất tích, hơn 18.000 ngôi nhà, hơn 135.000 hecta lúa bị thiệt hại, hơn 250.000 gia súc gia cầm bị chết.

### Thái Lan
Trong số các tỉnh phía bắc Thái Lan, Chiang Mai, Chiang Rai, Lamphun, Lampang, Mae Hong Son, Kamphaeng Phet, Phayao, Phrae, Nan và Tak bị ảnh hưởng nhiều nhất bởi cơn bão.

### Lào
Vào ngày 23 tháng 7, một đập thủy điện đang được xây dựng ở tỉnh Attapeu, ở Đông Nam nước Lào bị vỡ. Có 71 người bị chết do vỡ đập (và có thể có hơn 1.100 người mất tích do vụ vỡ đập).